# Glypta masoni
Glypta masoni là một loài tò vò trong họ Ichneumonidae.